# Jaroslav Beneš (kněz)

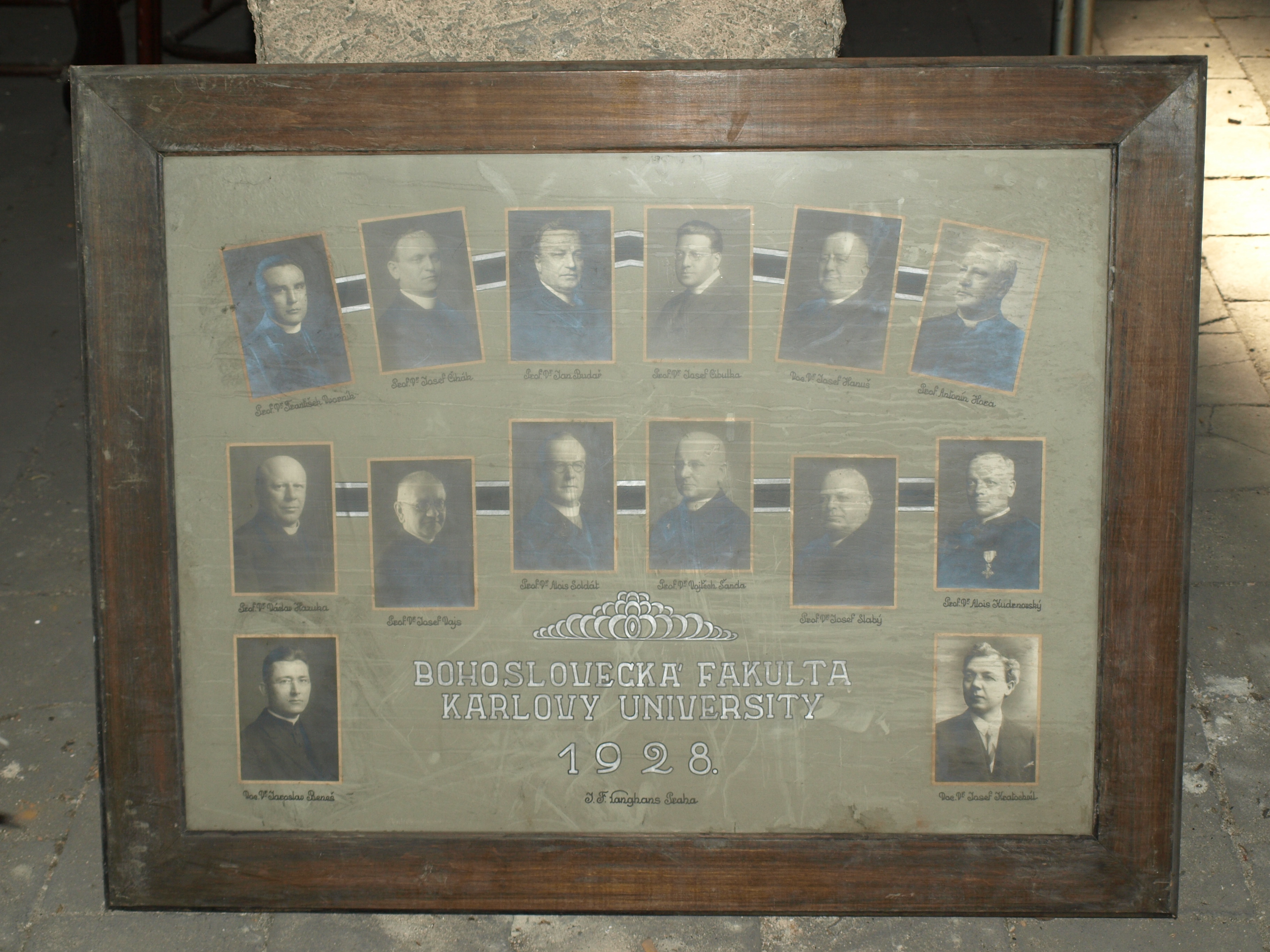
Jaroslav Beneš na tablu vyučujících bohoslovecké fakulty Karlovy univerzity v roce 1928

Jaroslav Beneš (6. dubna 1892 Praha – 24. června 1963 Praha) byl český římskokatolický teolog, duchovní, filozof a vysokoškolský pedagog.

## Život

### Studium
Středoškolské vzdělání získal na státním gymnáziu v Praze, kde v roce 1911 maturoval. Ke kněžství studoval na české teologické fakultě c.k. Karlo-Ferdinandovy univerzity v Praze v letech 1911–1912, dále v Římě na Pontificium Collegium Urbanum De Propaganda Fide v letech 1911–1912. Po vstupu Itálie do první světové války musel opustit Řím a dokončil studia v Praze jako řádný posluchač německé bohoslovecké fakulty c.k. Karlo-Ferdinandovy univerzity v Praze a jako mimořádný posluchač české bohoslovecké fakulty na téže univerzitě. Studium zakončil v roce 1916, a v témže roce byl vysvěcen na kněze. Po vysvěcení působil v pastoraci. Se studiem však pokračoval, získal v Římě na Pontificium Collegium Angelicum doktorát filosofie a 27. února 1924 byl promován. Doktorát teologie získal poté Pontificium Collegium Urbanum De Propaganda Fide v Římě, a 26. června 1924 byl promován. Tento doktorát teologie byl posléze nostrifikován na teologické fakultě Karlovy univerzity v Praze dne 15. listopadu 1926, na základě disertační práce, kterou předložil již v roce 1923, s názvem Messias promissus – Messias missus. Další jeho studia se odbývala na Cursus Magisterii na Pontificia Universitas Gregoriana v Římě. Jeho práce vědecká práce nesla název Vývoj pojmu věčných pravd u některých scholastiků 14. století, a dne 15. dubna 1925 obdržel titul Magister aggregatus facultatis philosophicae Pontificiae Universitatis Gregorianae.

### Akademické působení
Dne 18. listopadu 1925 byl jmenován adjunktem teologické fakulty Karlovy univerzity v Praze na dobu od 1. září 1925 do 31. srpna 1925. Dne 29. října 1925 byl jmenován suplentem křesťanské filosofie na akademický rok 1925–1926. V roce 1926–1927 měl studijní dovolenou. 29. března 1927 habilitoval pro obor křesťanské filosofie. Jeho habilitace byla schválena 14. července 1927 na základě spisu Valor „possibilium“ apud S. Thomam, Henricum Gandavensem, B. Iacobum de Viterbo. 30. srpna 1927 byl jmenován adjunktem teologické fakulty Karlovy univerzity v Praze na dobu od 1. září 1927 do 31. srpna 1929. Dne 31. ledna 1928 byl jmenován asistentem pro dobu od 1. ledna 1928 do 31. srpna 1929. Dne 3. července 1929 byl jmenován na teologické fakulty Karlovy univerzity v Praze asistentem pro dobu od 1. září 1929 do 31. srpna 1931. Dne 23. října, respektive 20. listopadu 1929 byl jmenován tamtéž mimořádným profesorem pro obor křesťanské filosofie s účinností od 1. listopadu 1929, na základě spisu Psychoanalyse. Freudova psychoanalyse a poměr křesťanské filosofie k ní (1. díl již vydán tiskem, 2. díl v rukopise).
13. března respektive 30. března 1936 byl jmenován na teologické fakultě Karlovy univerzity v Praze řádným profesorem pro obor křesťanské filosofie s účinností od 1. ledna 1936, na základě spisu René Descartes či Tomáš Akvinský?. V letech 1933–1936 byl též suplentem dogmatiky. V akademickém roce 1936–1937 se stal děkanem teologické fakulty Karlovy univerzity v Praze, v akademickém roce 1937–1938 byl proděkanem. Od 31. července 1940 do 31. května 1945 byl dán na dovolenou (nacisté uzavřeli české vysoké školy).

### Práce po II. světové válce
Dne 6. srpna 1945 byl aktivován s účinností k 1. červnu 1945. Dne 11. června 1945 byl na teologické fakulty Karlovy univerzity v Praze pověřen suplováním dogmatiky v akademickém roce 1945–1946. V akademickém roce 1948–1949 byl na teologické fakultě Karlovy univerzity v Praze děkanem; v akademickém roce 1949–1950 proděkanem a po internaci děkana Jana Kapistrána Vyskočila OFM dne 13. dubna 1950, vedl fakultu. Dne 11. října 1950 obdržel kanonickou misi pro působení na Římskokatolické Cyrilometodějské bohoslovecké fakultě v Praze. Od července 1950 byl nemocen, v říjnu 1950 krátce na Římskokatolické Cyrilometodějské bohoslovecké fakultě v Praze vyučoval, a děkan Vojtěch Šanda proto dne 21. října 1950 požádal SÚC o jeho jmenování řádným profesorem pro obor křesťanské filosofie, avšak Beneš opět onemocněl. Jmenován byl dne 30. ledna 1951 s platností od 1. ledna 1951, a současně byl pověřen vedením katedry křesťanské filosofie a základního bohosloví. Dekret převzal 21. dubna 1951, ale fakticky již ze zdravotních důvodů vůbec nevyučoval. Působení ukončeno odchodem do invalidního důchodu v srpnu nebo v září 1952, kdy mu byla přiznána invalidní renta k 15. říjnu 1951.
Ve svých přednáškách i akademickém zkoumání se soustředil se studium díla sv. Tomáše Akvinského a Reného Descarta.
Stal se kanovníkem kapituly Všech svatých, po druhé světové válce byl jedním z kandidátů na úřad pražského arcibiskupa. Na sklonku života žil a působil ve farnosti Božského srdce Páně na Vinohradech. Zemřel 24. června 1963 v Praze. Je pochován na vinohradském hřbitově.